# إيزابيلا برودزينيكا
إيزابيلا برودزينيكا (بالبولندية: Izabela Prudzienica) مواليد 27 مايو 1985 في بولندا، هي لاعبة كرة يد بولندية. مثلت منتخب بولندا لكرة اليد للسيدات.

## سجل المنافسة
شاركت في البطولات التالية:
- بطولة أوروبا لكرة اليد للسيدات 2014